# Monique Créteur
Pour les articles homonymes, voir Créteur.
Monique Créteur, née le 26 août 1931 à Vertou (Loire-Inférieure) et morte le 26 octobre 2023 à Cordemais (Loire-Atlantique), est une femme de théâtre (comédienne, dramaturge, marionnettiste et metteur en scène) et actrice française.
Elle s'est illustrée au théâtre (comédienne dans une centaine de pièces). Elle a fait quelques apparitions au cinéma pour Jacques Demy et Agnès Varda. Mais elle est connue principalement comme fondatrice et directrice artistique de la Compagnie des marionnettes de Nantes et de la Maison de la Marionnette dans cette même ville.
La télévision française a présenté sa réalisation, dans son théâtre de marionnettes, d'Ubu roi d'Alfred Jarry, et a réalisé un reportage sur la préparation de ce spectacle.

## Biographie

### Origines familiales

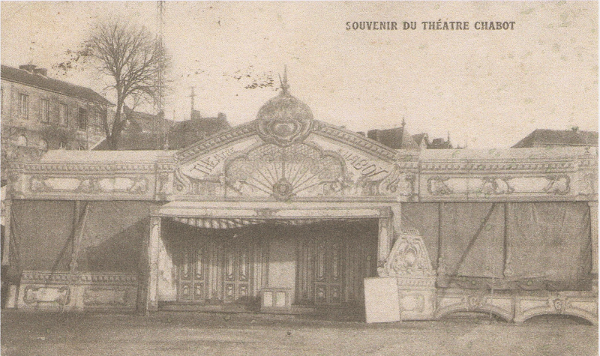
Souvenir du théâtre Chabot.

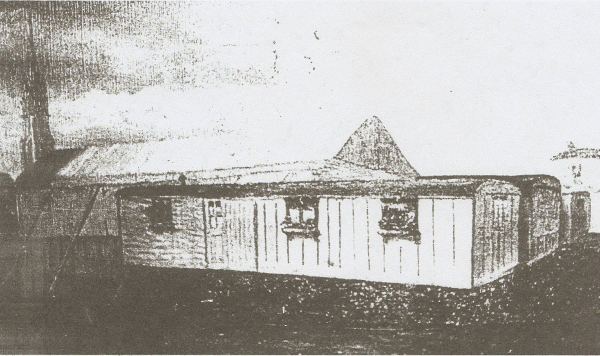
Peinture représentant la roulotte où naquit Monique Créteur en août 1931.

Monique Créteur possède un double héritage issu principalement de familles originaires des régions frontalières de l'est et du nord-est de la France, aux frontières lorraines et belges : une famille de forains saltimbanques de métier d'une part et une famille d'ouvriers (notamment textiles) à la fibre artistique en laine reconvertis en montreurs forains d'autre part. Les origines des métiers du théâtre et des théâtres de marionnettes chez les Créteur proviennent en effet, côté paternel, de Jacques-François Créteur, bûcheron à Ellezelles en Belgique dans le Hainaut avec trois fils, Jean, Arthur Clotaire et Edgar François  (navetier-modeleur à Roubaix ainsi que marionnettiste). Ce dernier exerce différents métiers comme ouvrier, puis a l'idée de monter un petit théâtre de marionnettes pour améliorer ses revenus. Du côté maternel : les Chabot, famille  de saltimbanques et marionnettistes ont parcouru la France et l'Europe, jusqu'à la cour de Russie pour y présenter leurs marionnettes devant les enfants du tsar. Au cours des années 1920-1930, les familles Créteur et Chabot s'allient et viennent s'établir en région nantaise.
Elle est née le 26 août 1931 dans une roulotte familiale stationnée sur la place de Vertou (Loire-Atlantique,), une roulotte dont une représentation peut être vue au musée du théâtre forains d'Artenay en région Centre. Monique Créteur est la seconde fille d'Edgard Créteur (né en 1899 - mort en 1985) (1899-1976), marionnettiste et comédien ambulant, puis fondateur de la « Baraque de Guignol »  cours Saint-Pierre à Nantes en 1938, qui a épousé en janvier 1921 Marguerite Legrand (fille de Georgina Chabot et François Legrand), née à Sarcelles (Val-d'Oise) le  25 novembre 1901, elle-même « enfant de la balle ». Après le décès de son premier mari début 1914, la grand-mère de Monique Créteur, Georgina, ayant fui la région de Roubaix au début de la Première Guerre mondiale, s'établit avec ses deux filles (Paulette et Marguerite) à l'invitation de sa sœur Henriette en Loire-Atlantique en 1915 vers le quartier du Champ-de-Mars à Nantes dans leur caravane . Les gains d'un café racheté à Savenay (Loire-Atlantique), proche d'une base aérienne américaine, lui permettent en 1919 de renouer avec le théâtre grâce à l'achat d'une baraque (Le théâtre Chabot). Gérant d'abord seule l'entreprise de théâtre, Georgina finira par concéder à Edgard, son beau-fils, la gestion de l'entreprise familiale. Après l'effondrement du théâtre à la suite d'une tempête de neige en 1925, Edgard Créteur fait construire un théâtre de marionnettes et demande une concession cours Saint-Pierre, derrière la cathédrale de Nantes pour un théâtre de Guignol qu'il obtient en 1938,, continuant à utiliser certaines marionnettes créées à Roubaix par ses ascendants. Monique Créteur passe les premières années de sa vie entre Nantes et Le Pouliguen, où ses parents possèdent un cabanon de plage.

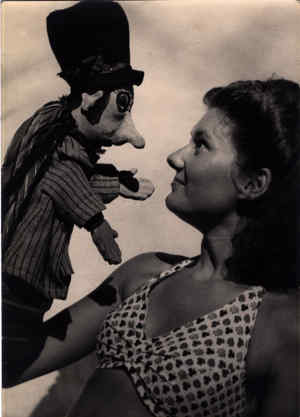
Monique Créteur à 16 ans, manipulant la marotte de "Lafouine", sculptée par Alphonse Réalier-Dumas en août 1947.

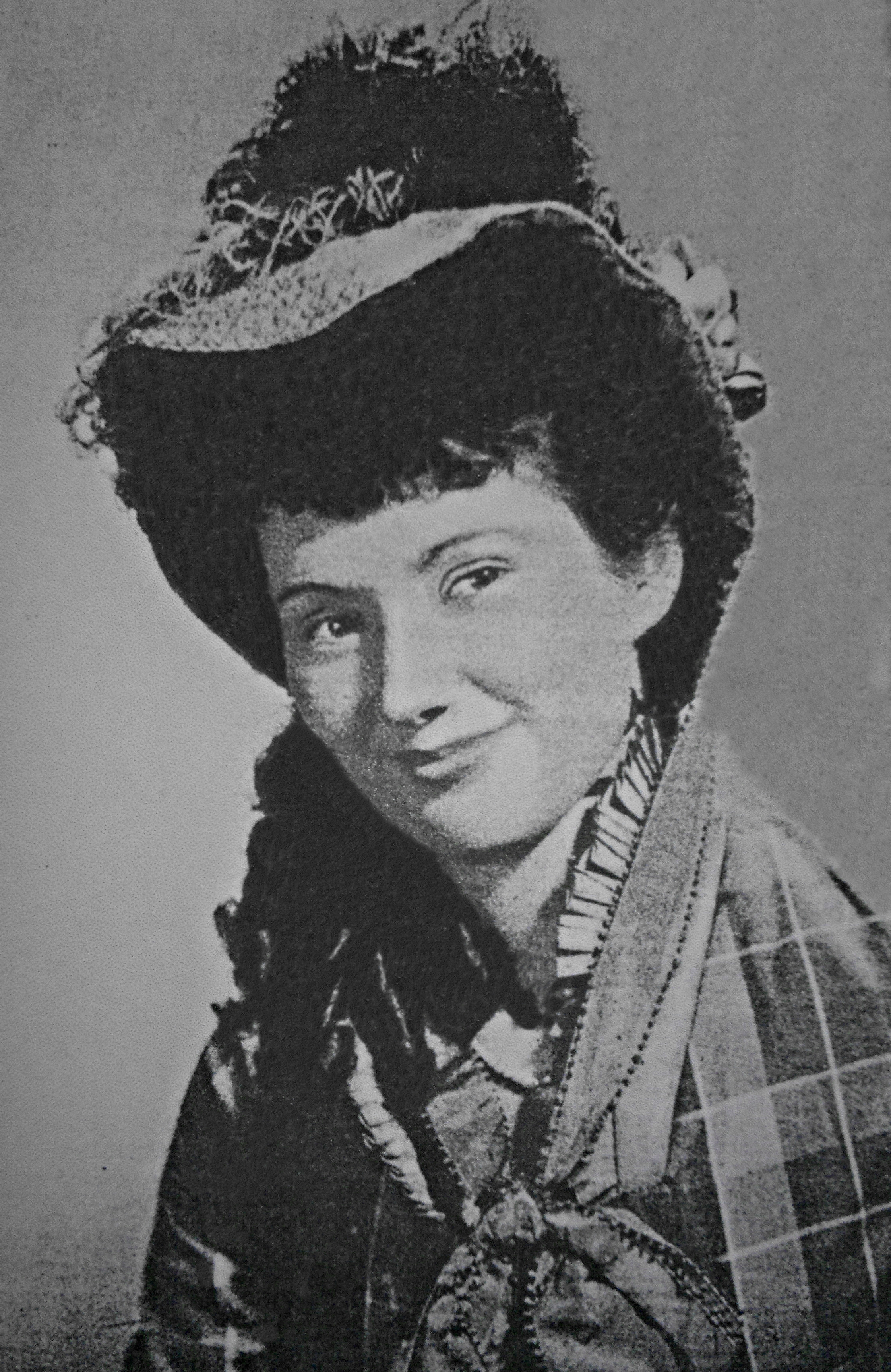
Monique Créteur à 22 ans en 1953 dans Miquette et sa mère au théâtre du Petit Colombier à Nantes.

### Parcours d'artiste et de créatrice

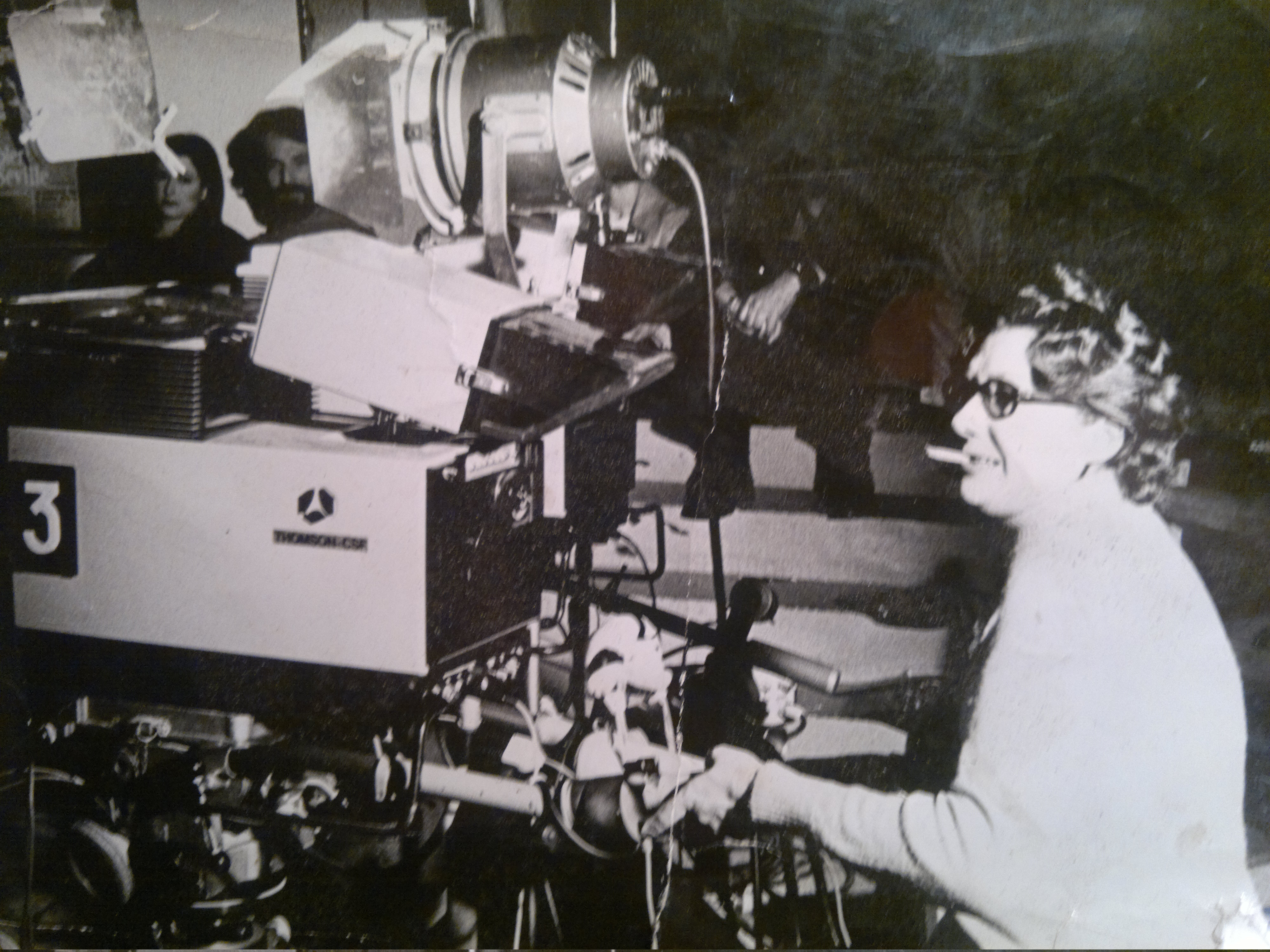
Monique Créteur à la caméra de plateau de France 3 Pays de Loire le 9 novembre 1974 lors de la captation dUbu roi par France 3.

En 1933, la situation de son père, Edgar Créteur (dit Edgar II), régisseur au théâtre Apollo de Nantes, et de sa mère Marguerite, employée comme couturière au théâtre Graslin, lui permet de faire ses premiers pas sur scène. Au contact de ses parents dans la baraque du cours Saint-Pierre, elle apprend les rudiments de l'art de la marionnette à gaine. Pour l'art des marionnettes, comme elle le raconte dans l'article paru dans Ouest-France en 2013, « j'ai été formée avec ma mère sur le tas [...] ». En 1949, alors qu'elle est en année de philosophie au Lycée Gabriel-Guist'hau, elle s'inscrit au Conservatoire d'art dramatique de Nantes où elle obtient un premier prix de comédie sous l'enseignement de Jacques Couturier.[réf. nécessaire]
En 1952, elle se marie avec Jean-Pierre Couturier. Ils ont deux fils, Serge et François. Elle part pour Paris où après la naissance de leur premier fils Serge, elle suit les cours d'art dramatique de Maurice Escande, sociétaire de la Comédie-Française et Béatrice Dussane. Elle interprète différents rôles au théâtre et à la télévision. Elle met à profit son expérience du théâtre des marionnettes quand Robert Desarthis, un grand nom du Guignol parisien, installé au jardin du Luxembourg, lui confie les rôles de princesses et de fées jusqu'en 1956 où après la naissance de son second fils François, elle repart vivre à Nantes.
En 1968, Monique Créteur crée la Compagnie des marionnettes de Nantes autrement appelée ARPROMA dont le but est la promotion et la pérennisation de l'art traditionnel de la marionnette tel que légué par ses aïeux. Par ailleurs, il fait figure de lieu d'éducation populaire, de lieu de formation et de création. Même si elle parvient à s'entourer de jeunes talents et qu'elle forme, outre son fils Serge, des jeunes marionnettistes, la gestion de cette entreprise connaît au cours des époques des succès divers. Du temps de son installation au Palais du Champ-de-Mars à Nantes, le théâtre en dur sert la création.
Pendant plus de vingt ans, Monique Créteur vit pour et par son art qui l'accapare fortement au détriment de sa vie de famille. En 1980, elle et son mari se séparent. Leur séparation aura des conséquences professionnelles. En 1982, son mari demande le divorce. Mariés sous le régime de la communauté de biens, cette séparation concerne aussi le fonds de commerce qui constitue Les Marionnettes de Nantes. Monique Créteur reprend alors son nom de jeune fille.[réf. nécessaire]. À la suite du changement de la forme légale de l'association en société coopérative ouvrière de production, qui est dénommé le « Petit Théâtre de Jules Verne », l'assemblée délibère et vote le licenciement de Monique Créteur et la presse populaire locale (La Lettre à Lulu) se fait l'écho du vide laissé par le départ de son administratrice historique et légitime.
Une troupe se retrouve avec elle dans un petit local au confort sommaire situé rue Dugommier. Monique Créteur porte "à bout de bras" l'association, vivant elle-même dans ces locaux exigus sans sanitaires autres que ceux du public. A la fermeture de ce lieu et après de nombreuses tractations auprès des autorités culturelles en qui elle ne perçoit pas un partenaire très actif, ils se tournent vers le privé et c'est le C.C.I. de l'île Beaulieu qui moyennant un contrat de location, leur attribue une surface de locaux dans lesquels sont aménagés salle de spectacle, bureaux, un hall qui permet d'exposer une partie des collections accumulées durant plusieurs décennies et générations. L'activité redémarre en 2011. En 2004, à 73 ans, elle avait bien pris officiellement sa retraite, mais elle continuait à travailler bénévolement, malgré son  âge, pour la Maison de la Marionnette, sur l'Île Beaulieu. En 2013, à 82 ans, elle met fin à sa carrière,. Peu après, malgré les efforts déployés, les entrées restant faibles par rapport aux charges sur ce nouveau lieu, la Maison de la Marionnette, en difficulté, doit fermer définitivement ses portes au public, et vendre ses plus belles pièces, qui trouvent acquéreurs dans diverses collections, voire une seconde vie.
Elle partage dès lors sa vie entre Nantes et la demeure familiale de Cordemais.

### Mort
Monique Créteur meurt dans la nuit du 25 au 26 octobre 2023 à Cordemais à l'âge de 92 ans,.

## Principales réalisations

### Carrière au théâtre
En tant qu'actrice
Du répertoire classique, elle interprète Molière, Marivaux, Jean Racine.
- 1952 : elle est Célimène dans Le Misanthrope de Molière.
- 1953 : Miquette dans Miquette et sa mère.
- 1955 : Sylvia dans Le Jeu de l'amour et du hasard de Marivaux.
- 1958 : La Belle Marquise.

Années 1960
- Misère et Noblesse au festival de La Baule.
- Andromaque de Jean Racine.
- Les Femmes savantes de Molière.
- Britannicus de Jean Racine.

1970 : Les Mousquetaires au couvent de Louis Varney.
En tant que metteur en scène
- Feu la mère de Madame de Georges Feydeau.

## Filmographie

### À la télévision
De 1966 à 1968 : interprète de pièces radiophoniques pour l'ORTF, journaliste-pigiste spécialisée dans l'interview de comédiens et de plasticiens.
En novembre 1974 : diffusion d'Ubu roi, mis en scène par Georges Vitaly, spectacle réalisé dans le Petit théâtre de marionnettes de Nantes par Monique Créteur. Pendant des semaines, son équipe de passionnés a peint, collé, confectionné  120 marionnettes de 80 cm à 1, 20 m, à tige, pour ce spectacle. Elles sont actionnées par onze personnes. L'émission comprend deux volets : les spectacles et un reportage consacré à la préparation et à la mise au point du spectacle,.

### Au cinéma
- 1982 : Une chambre en ville de Jacques Demy[21],[22], la femme au chat[23], citée au générique du film à 1 min 39 s[24] puis fait une brève apparition  d'environ dix secondes devant l'hôtel où se rencontrent François et Édith à la 34 min 20 s[25].
- 1991 : Jacquot de Nantes d'Agnès Varda[26]. C'est elle qui manipule les marionnettes dans la reconstitution du théâtre de ses grands-parents cours Saint-Pierre à Nantes.

### Divers
En 1990, Monique Créteur prête sa voix à Pourquoi pas ! : Une méthode audiovisuelle de français pour adolescents et adultes,.

### Créations pour marionnettes
- 1968 : Le Guignol au gourdin de Federico García Lorca.
- 1968 : Le Petit Chaperon rouge d'après Charles Perrault, à la Salle Vasse (rue Colbert, à Nantes).
- 1968 : Ali Baba d'après Les Mille et Une Nuits, à la Salle Vasse (rue Colbert).
- 1969 : la tragi-comédie Don Cristobal et Dona Rosita.
- 1970 : Le Petit Poucet d'après Charles Perrault, au sein de la Compagnie des marionnettes de Nantes et en coproduction avec l'opéra de Nantes.
- 1970 : La Flûte enchantée de Wolfgang Amadeus Mozart.
- 1972 : création d'Ubu roi, mis en scène par Georges Vitaly[29]. Ce spectacle a fait l'objet d'un enregistrement pour la télévision.
- 1973 : Les Fourberies de Scapin, mis en scène par Georges Vitaly.
- 1974 : Le Barbier de Séville, mis en scène par Georges Vitaly.
- 1976 : La Belle et la Bête.
- 1977 : Jobic sur les Sept chemins de l'Ankou, co-production avec Les Tréteaux et le Théâtre du bout du monde, ex-Comédie de l'Ouest.
- 1978 : Blanche-Neige.
- 1980 : La Sorcière du placard aux balais (1ère version).
- 1980 : Les Aigles de Victor Haïm [30],[31] avec la Compagnie des marionnettes de Nantes.
- 1981 : Un bon petit diable (repris en 1983 et 1992).
- 1982 : Hansel et Gretel, d'après l'opéra d'Engelbert Humperdinck, en collaboration avec l'Opéra de Nantes. Marionnettes habitables ou manipulées par l'arrière, adaptées à l'ouverture du plateau de l'Opéra de Nantes.
- 1983 : Pierrot ou les Secrets de la nuit de Michel Tournier, sur la musique de Ravel (présentée à Sarrebrück, ville jumelée avec Nantes).
- 1984 : Inspecteur Toutou de Pierre Gripari, filmé par France 3 et diffusé en feuilleton sur la chaîne pendant deux semaines en août. Marionnettes et un seul comédien masqué.
- 1985 : Le Chevalier de Brocéliande, texte de Jean-Pierre Foucher, spécialiste du cycle arthurien 80 minutes pour marionnettes, coproduction de la Maison de la culture de l'Atlantique et du festival Les Tombées de la nuit de Rennes.
- 1986 : La Sorcière du placard aux balais, opéra de Marcel Landowski, président d'honneur de la Maison de la marionnette (deuxième version en ombres colorées avec chœurs d'enfants et orchestre en direct), repris à Paris au Théâtre de Paris.
- 1987 : Le Roi et les Sortilèges, adaptation du texte de Lemercier de Neuville, Le Mariage de Bettinette, bande sonore de Serge Couturier rythmée par une musique de Jacques Offenbach.
- 1989 : Le Paradis des chats, comédie musicale de Vladimir Kojoukharov, bande sonore réalisée avec chœur d'enfants et chanteurs professionnels réalisée à Paris dans l'Église du Liban.
- 1990-1991 : Le Carnaval des animaux de Camille Saint-Saëns (première mise en scène de Patrick Grey).
- 1999 : Le Trésor des Korrigans.
- 2001 : La Poupée des neiges.
- 2001 : La Belle Aventure d'Augustin le marin (coproduction avec Escal'Atlantic de Saint-Nazaire).
- 2004 : Hansel et Gretel.
- 2014 : Le Petit Poucet, d'après Charles Perrault[32].

### Création de compagnies et / ou lieux de formation
- 1968 : Création de la Compagnie des marionnettes de Nantes[33], prolongeant ainsi l'activité créée initialement par ses parents en 1938.
- 1983 : Fondation de l'ARTS (Agence régionale des techniques du spectacle), organisme de formation, puis se crée en 1986 l'association STAFF (Spectacles et Techniques, Association française de formation) à Carquefou près de Nantes[34].
- Formation Marionnette et Thérapie à Nantes[35]
- 1996 : Fondation de l'ARPROMA (Association régionale pour la promotion de la marionnette ) : Maison de la Marionnette.

Par ailleurs, nombre de marionnettistes, d'acteurs et d'actrices de théâtre reconnaissent avoir trouvé leur vocation, sont passés dans le théâtre de Monique Créteur ou ont été formés au contact de Monique Créteur : 
- Éric Le Guyadec de la compagnie Sauve qui peut  et de la compagnie Noctilus Théâtre en action[36].
- Julia Piquet de l'équipe du Naxos Théâtre[37].
- François Aubineau, artiste-interprète[38].
- Damien Clenet, metteur en scène cie Le Loup qui zozote[39],[40].
- Cécile Nicolon, actrice[41].
- Gaëlle Moquet du théâtre de l'Archipel[42],[43].
- Patrick Sabourin  de la compagnie Théâtropique[44].
- François Cam, choriste[45].
- Johanna Bory, marionnettiste[46],[47],[48].
- Alain Le Boulaire, marionnettiste[49].
- Christophe Martin, metteur en scène[50].
- Laurent Maissin, marionnettiste itinérant[51].
- Rosiane Priam, artiste peintre coloriste[52].

## Distinctions
- Seule femme élue Reine du Carnaval de Nantes[53],[54],[55]
- Membre de l'Académie littéraire de Bretagne et des Pays de la Loire (2001)[56] Bibliographie succincte sur la page de l'Académie de Bretagne[57].

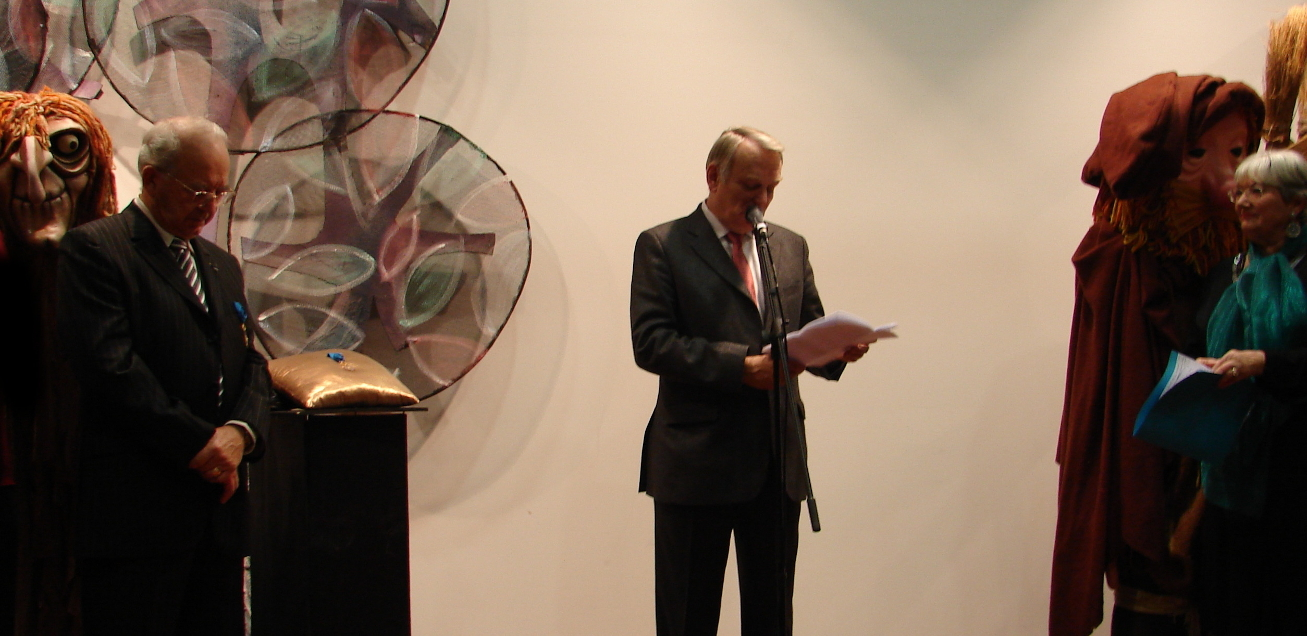
Le 8 décembre 2008 à l'espace Cosmopolis lors de l'exposition 1938-2008, 70 ans de marionnettes à Nantes, remise de la médaille de l'Ordre national du Mérite à Monique Créteur (à droite) en présence de Jean Amyot d'Inville, et de Jean-Marc Ayrault (au centre). Collection personnelle de Monique Créteur.

## Décorations
- Chevalier de l'ordre des Arts et des Lettres, en 1990.
- Officier de l'ordre national du Mérite, en 2008[58].